# Síntese literária
Síntese, na literatura, é um tipo textual utilizado para organizar e armazenas as principais características de uma obra. Diferentemente do resumo, a síntese apresenta as ideias gerais do autor; desta forma, sua publicação é quase sempre feita pelo leitor. É feita de forma objetiva, tendo diferentes âmbitos dependendo de seu tipo.
O termo “síntese” surge da ideia que o texto tem como objetivo recolher ideias dispersas e amplas presentes no texto e organizá-las em um bloco unificado. Assim, a síntese demonstra plenamente as relações entre as temáticas da obra. Os tipos de síntese incluem a síntese argumentativa, que busca em outros autores embasamento para argumentar sobre a obra principal; a síntese crítica, que constrói uma discussão a partir dos argumentos do texto original; e a síntese explicativa, a qual apresenta tópicos relevantes para facilitar a fixação dos temas da obra.

## Diferença entre resenha e síntese
Síntese e resenha são dois gêneros textuais que são parecidos, por usar o resumo da obra analisada como método. Porém, eles são completamente diferentes. A resenha consiste em um gênero textual no qual o autor omite opinião ou descreve sobre um livro, um filme, algum álbum musical e demais produções culturais. Uma das finalidades de uma resenha é a divulgação de obras e textos, sob uma perspectiva crítica o que eles contêm. O autor da resenha alude a outras obras publicadas pelo autor do texto-fonte, sempre registrando suas impressões pessoais sobre a obra. As resenhas são vistas em periódicos como jornais das mais variadas tendências e em revistas semanais de circulação nacional. Há dois tipos de resenha: a resenha descritiva e a resenha crítica.

### Resenha Descritiva
É informativa, consiste em uma forma de expor algo relativo ao conteúdo analisado, sem fazer julgamentos ou relatar a história. O resenhista, neste tipo de resenha, dá a conhecer ao leitor um pouco sobre a obra e o autor, sem se aprofundar no assunto inteiro.

### Resenha Crítica
Nesse tipo de resenha, o autor dá a sua opinião de forma crítica, além de expor algo a respeito de um conteúdo, influenciando o comportamento dos leitores. O autor da resenha crítica informa o leitor qual o seu enredo, mas não conta a sua história.

### Síntese
Já a síntese é um gênero textual que resume o que contempla as principais ideias ou a essência de algo. É possível fazer uma síntese de um artigo acadêmico, de um livro, de um filme ou de uma série, por exemplo. Sua estrutura apresenta introdução, desenvolvimento e conclusão, além de zalgumas características específicas a cada texto, como o caráter argumentativo, crítico ou explicativo.  A sua linguagem deve ser objetiva e impessoal, evitando informações de outros temas e opiniões pessoais. Deve focar-se em apresentar as informações relevantes para a análise feita. 
A estrutura de uma síntese é consideravelmente flexível, pois não segue a mesma estrutura do texto-base, porém, ela deve ser dividida em introdução, desenvolvimento e conclusão. Na introdução é onde se apresenta o tema e o autor da obra escolhida. O desenvolvimento é a parte onde se indica os assuntos nucleares, mostrando as intenções do autor. E a conclusão encerra as discussões apresentando as últimas considerações a respeito da obra analisada.

## Síntese como ferramenta para a história pública
Como dito anteriormente a síntese é um gênero textual ou ferramenta para produção de sentido do passado para um público não especializado, com a possibilidade de abordar novos públicos que desejam solução aos problemas levantados, introdução, desenvolvimento, conclusão, com uma respectiva adequação da linguagem acessível a todos.
A partir de 1967, Raphael Samuel, no Ruskin College da Universidade de Oxford organizou uma série de oficinas e seminários, posteriormente conhecido como movimento Workshop, sendo os pioneiros na Europa.
Anos depois e o conceito de história pública ainda é amplo e em disputa, pois para além de divulgar os trabalhos acadêmicos, seu uso permite refletir sobre diferentes representações do passado na mídia podendo modificar a relação do público com a sua história. Justamente por conta disto, em 2011 foi fundada a Federação Internacional de História Pública, um ano depois 2012, no Brasil, foi inaugurada a Rede Brasileira de História Pública com o intuito de pautar a nível nacional e internacional os estudos e usos da história em espaços públicos. Assim como a amplitude de possibilidades da atuação e produção tais como, a escrita colaborativa como ferramenta de pluralidade e enriquecimento intelectual ou a síntese por sua construção narrativa normalmente cronológica e dos eventos mais marcantes do recorte temporal, difusão do conhecimento para além das barreiras universitárias sem perder o rigor e a responsabilidade metodológica com as fontes.

## Exemplos de síntese
Algumas obras podem ser citadas como exemplos de sínteses históricas. 
- História Geral do Brasil, um trabalho historiográfico produzido por Francisco Adolfo de Varnhagen. Se considerada uma síntese, tendo em vista a mescla de escrita histórica e literária que Varnhagen adota a fim de apelar para um público amplo, se destaca como a primeira a tratar da história do Brasil. Sua obra, entretanto, deixa transparecer seu viés a favor da monarquia, do colonialismo português e do anti-indianismo.[7][8][9]
- O Movimento da Independência 1821-1822, de Manuel de Oliveira Lima. O livro trata do processo de separação do Brasil de Portugal, detalhando a volta de D. João VI para Lisboa, as Cortes de Lisboa, as lojas maçônicas no Brasil, além das personalidades de José Bonifácio e D. Pedro I.[10]
- Pindorama — A Outra História do Brasil, de Jovane Nunes. Sua sinopse constata o seguinte: “o livro de estreia de Jovane Nunes narra, através de uma perspectiva diferente da que aprendemos nos livros escolares, a trajetória do Brasil desde os primórdios até os dias de hoje, passando por personagens célebres e situações intrigantes”. Alguns autores, a fim de atrair o público, afirmam expor em seus livros a "verdadeira história", a "história que o seu professor nunca te contou e que você nunca leu no seu livro didático". O mesmo fenômeno ocorre na obra de síntese histórica de Eduardo Bueno, Brasil: Uma História, no qual a sinopse consta que o autor "tira a História da prisão das salas de aula e a leva para as ruas". No seminário Independência: Memória e Historiografia, Jurandir Malerba discorre sobre o assunto: "Feitas por não especialistas, para fins ou econômicos – para ganhar dinheiro – ou político-ideológicos; e, não obstante, essas obras de síntese vêm constituindo uma cultura histórica questionável, mal elaborada, cheia de vícios de produção, de interpretação e mesmo de erros factuais".[11]
- Brasil em Projetos, de Jurandir Malerba. Em sua obra, Malerba apresenta a história do Brasil através de um eixo temático dos projetos de melhoria da nação elaborados ao longo dos séculos.
- Brasil: Uma Biografia, de Heloisa Murgel Starling e Lilia Schwarcz.
- Livro de ouro da História do Brasil, de Mary del Priore e Renato Venâncio.
- Brasil: Uma Interpretação, de Carlos Guilherme Mota e Adriana Lopez.